# جیمی کیروود
جیمی کیروود (انگلیسی: Jimmy Kirkwood؛ زادهٔ ۱۲ فوریهٔ ۱۹۶۲) بازیکن هاکی روی چمن، و بازیکن کریکت اهل بریتانیا است.